# Fritz Goerdeler
Fritz Hermann Goerdeler (* 6. März 1886 in Schneidemühl; † 1. März 1945 in Berlin-Plötzensee) war ein deutscher Jurist.

## Leben
Fritz Hermann Goerdeler war ein jüngerer Bruder von Carl Friedrich Goerdeler. Nach dem Ersten Weltkrieg war er als Rechtsanwalt und seit 1920 als Bürgermeister in Marienwerder tätig. Ab 1921 vertrat er die Stadt und die DNVP im Provinziallandtag der Provinz Ostpreußen. Auf Druck der Nationalsozialisten musste er 1933 Amt und Mandat aufgeben. Dessen ungeachtet war er von 1933 bis 1944 Stadtkämmerer von Königsberg (Preußen). Er heiratete 1913 in Königsberg Sabine Ulrich (ihre Schwester Anneliese Ulrich hatte 1911 seinen Bruder Carl Friedrich geheiratet). Aus dieser Ehe gingen drei Töchter und ein Sohn hervor.
Wie sein Bruder engagierte er sich im Widerstand gegen den Nationalsozialismus. Zu Beginn des Jahres 1943 übernahm Fritz Goerdeler die Aufgabe, in Königsberg Verbündete für den geplanten Staatsstreich zu werben. Er unterhielt hierfür enge Kontakte zu militärischen Widerstandskreisen. Nach dem gescheiterten Attentat vom 20. Juli 1944 verhaftete die Gestapo neben anderen Mitgliedern der Familie auch Fritz Goerdeler. Am 23. Februar 1945 zum Tode verurteilt, wurde er am 1. März 1945 in Plötzensee gehenkt.
Die Töchter Jutta und Benigna überlebten die Sippenhaft der SS, bis sie am 30. April 1945 befreit wurden.
Wie sein Bruder Carl Friedrich war er Mitglied der Turnerschaft Eberhardina Tübingen. Seine Nichte war die Pädagogin und Historikerin Marianne Meyer-Krahmer, sein Neffe der Rechtsanwalt und Wirtschaftsprüfer Reinhard Goerdeler.